# Trsna sovka
Trsna sovka (znanstveno ime Noctua pronuba) je vrsta sovk, ki je škodljivec kmetijskih rastlin.

## Opis
Odrasel metulj meri preko kril med 50 in 60 mm. Sprednji par kril je sivorjave barve, zadnji pa je značilno rumen s črno pego na robovih.
Spomladi lahko gosenice trsne sovke, ki se hranijo z brsti vinske trte v vinogradih povzročijo nepopravljivo škodo. 